# アルカンスルホン酸モノオキシゲナーゼ
アルカンスルホン酸モノオキシゲナーゼ（alkanesulfonate monooxygenase）は、次の化学反応を触媒する酸化還元酵素である。
アルカンスルホン酸 (R-CH2-SO3H) + FMNH2 + O2 {\displaystyle \rightleftharpoons } アルデヒド (R-CHO) + FMN + 亜硫酸 + H2O
この酵素の基質はアルカンスルホン酸、FMNH2とO2で、生成物はアルデヒド、FMN、亜硫酸とH2Oである。
組織名はalkanesulfonate,FMNH2:oxygen oxidoreductaseで、別名にSsuD、sulfate starvation-induced protein 6、alkanesulfonate,reduced-FMN:oxygen oxidoreductaseがある。